# Hans Koban
Hans Koban (* 30. Juli 1935 in Lauta, Sachsen; † 27. Mai 2013 in Bad Godesberg) war ein deutscher Banker.

## Leben
Hans Koban studierte Volkswirtschaft und Rechtswissenschaften. In Bonn promovierte er in Volkswirtschaft. Er trat 1965 als Jurist in die Lastenausgleichsbank, eines der Vorgängerunternehmen der KfW-Bankengruppe, ein und übernahm 1971 die Rechtsabteilung und 1974 zudem die Leitung des Vorstandssekretariates. Ab 1987 verantwortete er alle Kredit- und Bürgschaftsprogramme für Existenzgründer und den Mittelstand des in Deutsche Ausgleichsbank umbenannten Kreditinstitutes. 1989 wurde er Generalbevollmächtigter und 1992 Mitglied des Vorstandes der Deutschen Ausgleichsbank, ab 2001 dessen Vorstandssprecher.
Nach seiner Pensionierung hatte er zahlreiche ehrenamtliche Engagements in Diakonischen Unternehmen inne. Er war Vorsitzender des Vorstandes des Diakonischen Werkes der beiden Kirchenkreise Bonn und Bad Godesberg-Voreifel, Aufsichtsratsvorsitzender der Gemeinnützigen Godesberger Gesellschaft für Diakonische Einrichtungen mbH und Mitglied des Kuratoriums des Luther Stifts in Frankfurt/Oder. Er war langjähriger Vorsitzender des Diakonischen Rates des Diakonischen Werkes der Evangelischen Kirche im Rheinland. Er war Mitglied der Arbeitsrechtlichen Schiedskommission Rheinland, Westfalen und Lippe sowie Mitglied im Hauptausschuss und im Rechnungsprüfungsausschuss des Diakonischen Werkes der Evangelischen Kirche im Rheinland und Mitglied der Kreissynode und Landessynode. Von 2000 bis 2006 war er Vorsitzender des Diakonischen Rates des Diakonischen Werkes im Rheinland. Er war Aufsichtsratsvorsitzender der Evangelischen Axenfeldgesellschaft gGmbH.